# Felsenegg
Die Felsenegg ist ein 810 m ü. M. hoher Aussichtspunkt auf der Albiskette und Bergstation der Luftseilbahn Adliswil–Felsenegg südwestlich von Zürich.
Der Albis zählt zu den bedeutendsten Naherholungs- und Wandergebieten des Grossraums Zürich. Über die Felsenegg führt unter anderem der Wanderweg vom Uetliberg dem Albisgrat entlang in östlicher Richtung zum Albispass, beginnend mit dem Planetenweg Uetliberg–Felsenegg. Von Adliswil aus führt ein steiler 1908–1912 erbauter Waldweg zur Felsenegg.
Der weithin sichtbare 73 m hohe Sendeturm Felsenegg-Girstel der Swisscom steht rund 300 m von der Bergstation der Felseneggbahn entfernt ▼. Erbaut wurde der Turm 1959 für die Ausstrahlung von Radio- und Fernsehprogrammen in der Region. Seit 2005 betreibt Skyguide dort eine Funkempfangsstation.

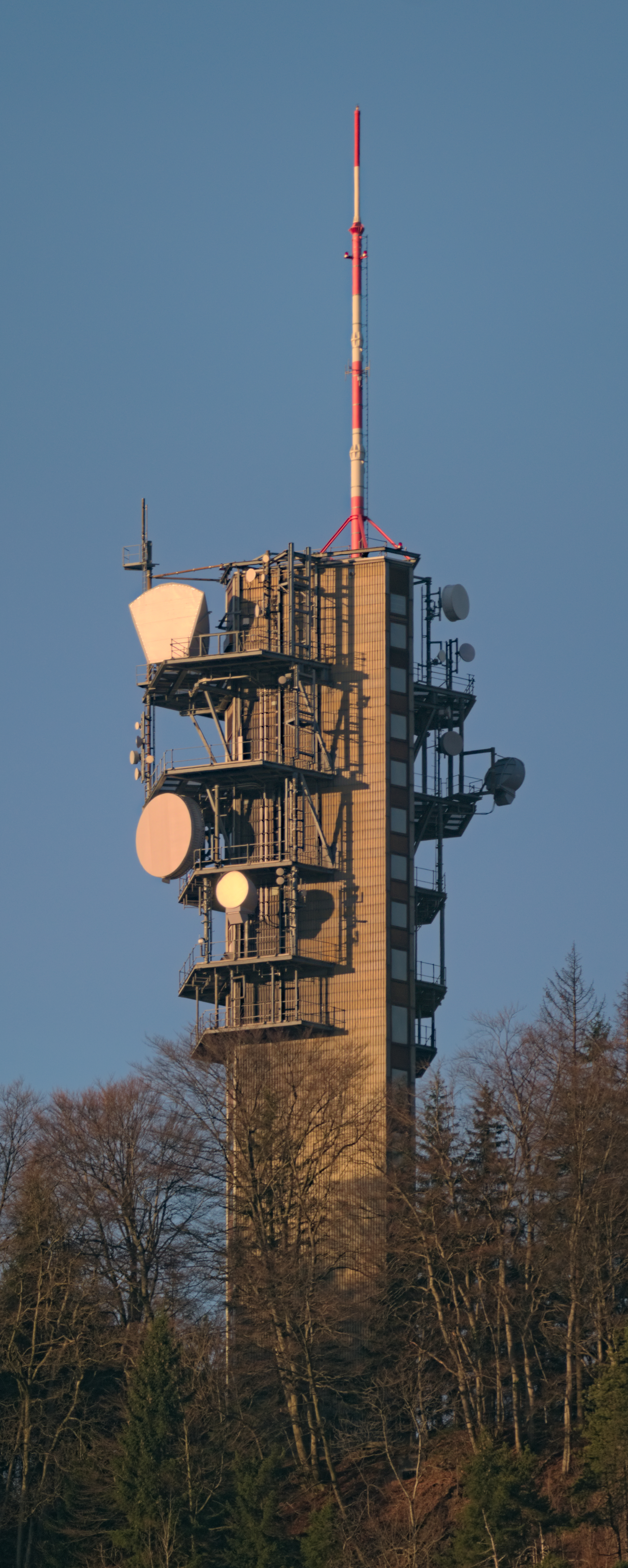
Sendeturm (gesehen von Adliswil)
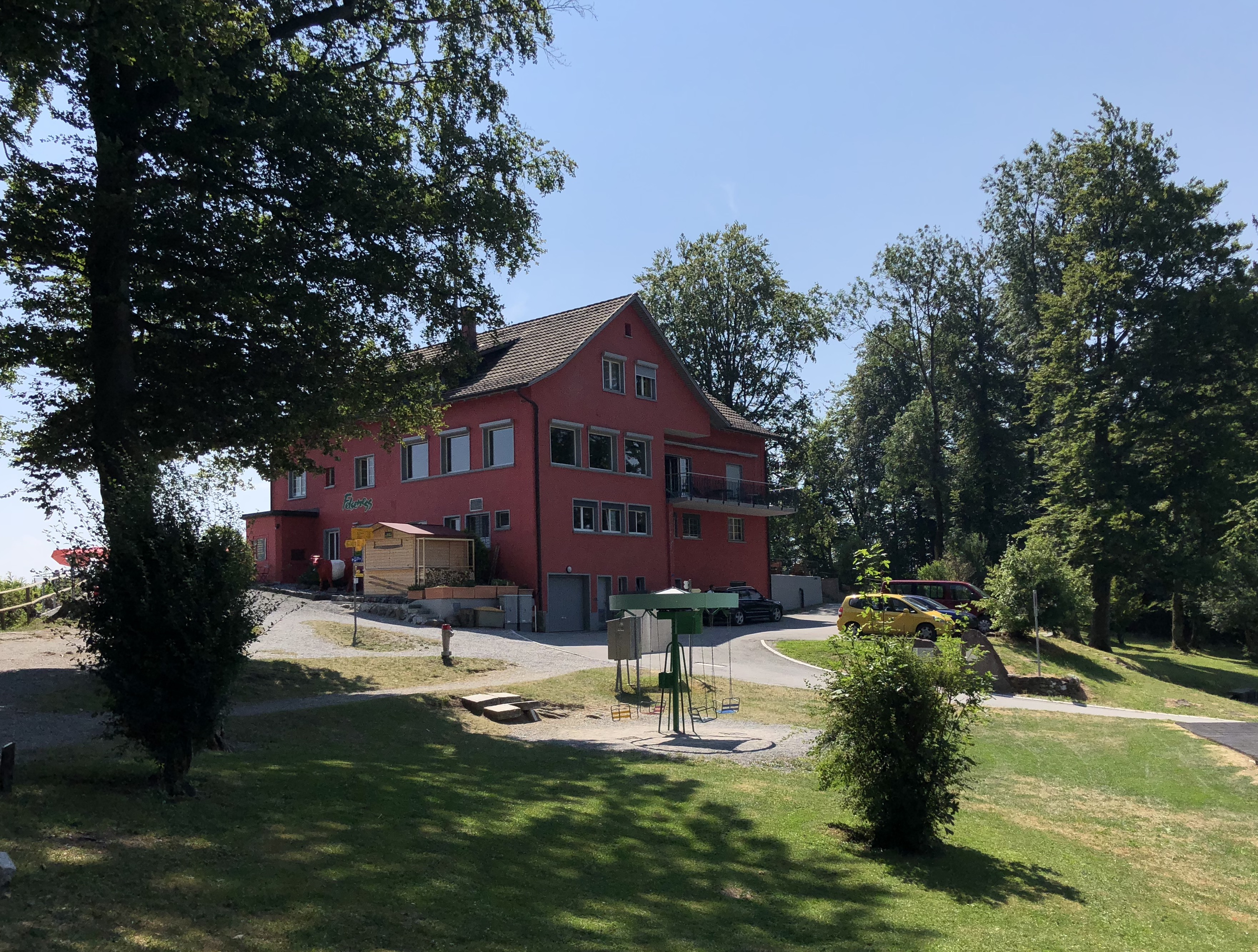
Restaurant Felsenegg
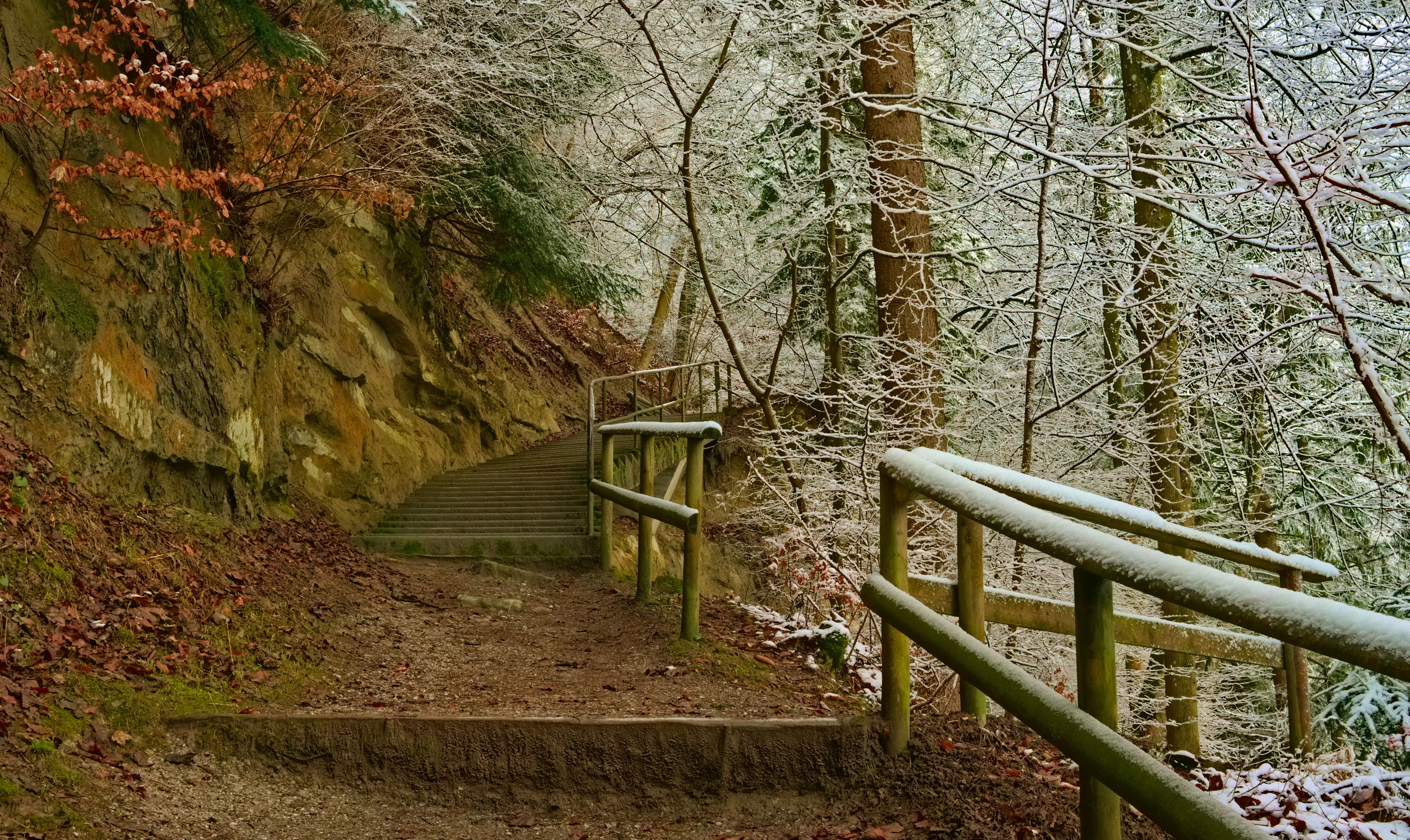
Fussweg von Adliswil auf die Felsenegg

## Digitales Radio (DAB)
DAB wird in vertikaler Polarisation und im Gleichwellenbetrieb mit anderen Sendern ausgestrahlt.
| Block               | Programme | ERP (in kW) | Antennendiagramm rund (ND), gerichtet (D) | Gleichwellennetz (SFN)                                                |
| ------------------- | --- | ----------- | ----------------------------------------- | --------------------------------------------------------------------- |
| 9D DIG D04 SUI0002C | DAB-Block der DIGRIS: - 105 DJ Radio 48 kbps - 3fach 72 kpbs - albradio ON AIR 48 kbps - diis Radio 72 kbps - GDS.FM 72 kpbs - Kanal K 72 kbps - Radio LoRa 72 kbps - Open Broadcast 72 kbps - Positive 72 kbps - Radio X 72 kbps - Radio4TNG 72 kbps - Rock Antenne 48 kbps - Rundfunk.fm 72 kbps - Sout Al Khaleej 48 kbps - Spoon Radio 72 kbps - Radio Stadtfilter 72 kbps - Suisse Podcast 72 kbps | 0,3         | ND                                        | - Zürich: Baden (Wasserturm Baldegg), Felsenegg, Zürich (Escher Wyss) |